# Dagobert Sigmund von Wurmser
Dagobert Sigmund hrabě von Wurmser (7. května 1724 Štrasburk, Francie – 22. srpna 1797, Vídeň, Rakousko) byl rakouský polní maršál.

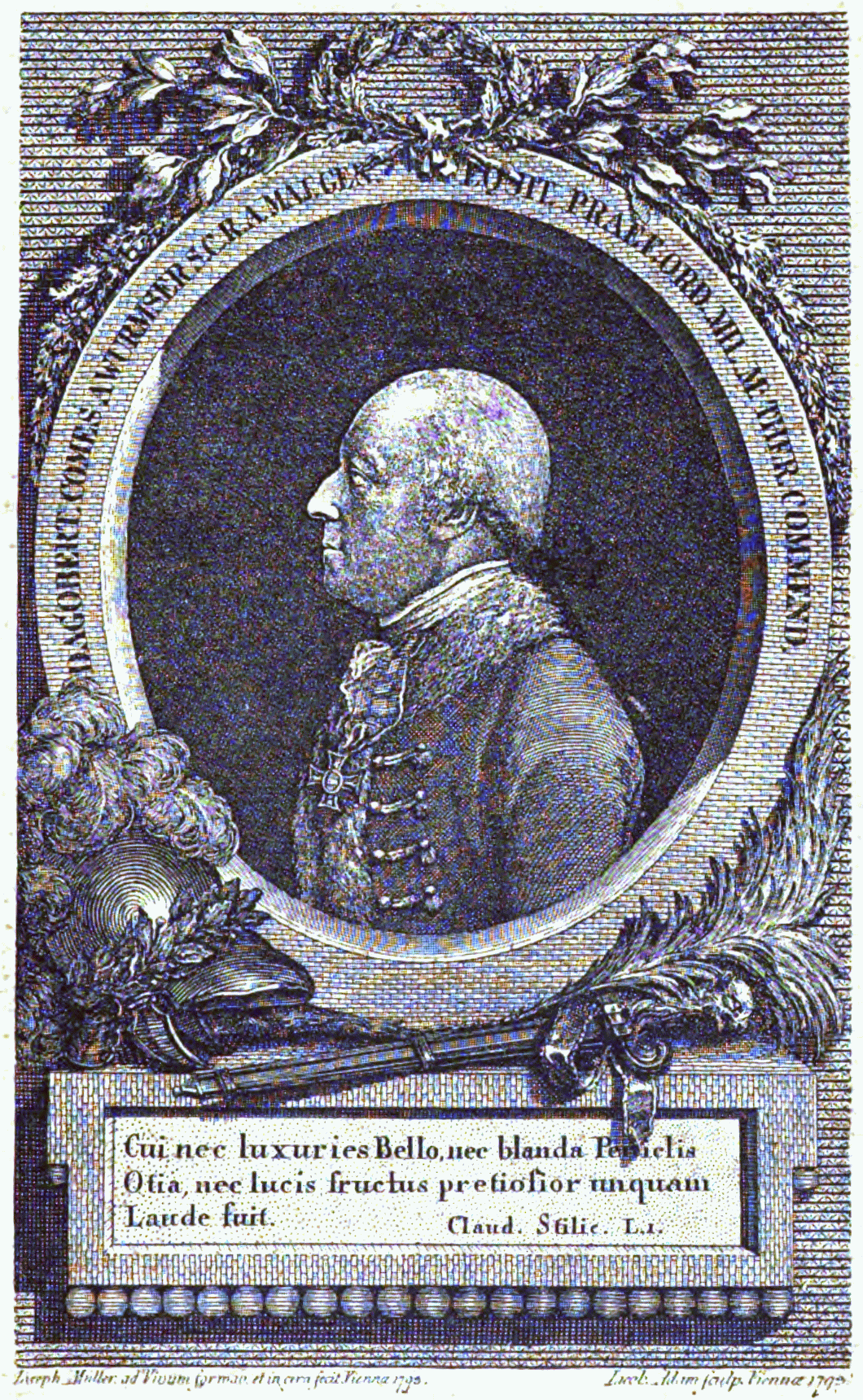
Dagobert comes a Wurmser (1795)

## Život
Wurmser začal svou vojenskou kariéru ve francouzských službách (1741) a roku 1742 byl účastníkem vpádu francouzsko-bavorských vojsk (maršál Bell-Isle) do Čech v rámci Války o dědictví rakouské. V sedmileté válce se vyznamenal a po jejím skončení vstoupil jako generálmajor do rakouských služeb. Roku 1773 velel husarskému pluku a o několik let později byl povýšen do hodnosti podmaršála. Ve válce o dědictví bavorské (1778-1779) - tzv. bramborové válce - velel sboru. Překvapivě přepadl Prusy u Habelschwerdtu ({Bystrzyca Klodzka, 18. ledna 1779) a získal mnoho zajatců. Po uzavření Těšínského míru (13. května 1779) byl Wurmser jmenován velícím generálem v Haliči a roku 1787 povýšen do hodnosti generála jezdectva. Po vypuknutí francouzských revolučních válek byl Wurmser pověřen vrchním velením vojsk na horním Rýnu. Zvítězil v bitvě u Rohrbachu (29. června 1793), Germersheimu (5. července 1793) a Essingenu (27. července 1793) a tím zmařil snahu Francouzů o dobytí Mohuče. Opět je odrazil u Bienwaldu (23. srpna 1793), ale po sérii neúspěšných bojů viděl nutnost svým oslabeným vojskem ustoupit a koncem roku 1793 překročil Rýn. Následně byl v lednu 1794 odvolán z velení.
V srpnu 1795 opět je vrchním velitelem na horním Rýnu a před Mannheimem porazil Francouze (18. října 1795) a 22. listopadu 1795 dobývá mannheimskou pevnost. Koncem června 1796 jmenován polním maršálem a současně pověřen vrchním velením v Itálii a vystřídal ve funkci Beaulieua. Od 29. června 1796 do 12. srpna se snažil osvobodit obleženou Mantovu (Mantua), ale po několika těžkých porážkách od generála Bonaparte se musel sám se zbytkem vojska uchýlit do této pevnosti (13. září 1796), která byla opět obklíčena. Po 9 měsíčním obléhání, když Francouzi se spokojili s hermetickým uzavřením města, Wurmsera donutil hlad, nemoci a nedostatek léků ke kapitulaci (2. února 1797). Generál Bonaparte povolil čestnou kapitulaci. Maršál Wurmser měl převzít vrchní velení v Uhrách, ale ještě před převzetím funkce 22. srpna 1797 zemřel ve Vídni.

## Rodina
V roce 1761 se oženil se Sophia Henrietta Rosina Juliana von und zu der Thann († 27. června 1772) a měl spolu následující děti.:
- Henrietta Theresia von Wurmser(1763-1763)
- Henriette Dorothea von Wurmser (* 8. April 1767; † 1. Dezember 1827)
- Christian vom Wurmser(1768-1844)

## Zásluhy o evangelickou toleranční církev
Wurmser byl sám horlivý luterán. V době vydání tolerančního patentu působil v Praze a zasloužil se zde o zřízení německého a českého evangelického sboru. Oba sbory měly zpočátku bohoslužby v Morzinském paláci, kde generál sídlil. Wurmser se rovněž zastával nekatolíků, když byli v rozporu s tolerančním zákonodárstvím nadále utlačováni (například vynutil vojenskou silou pohřeb evangeličky Doroty Procházkové na hřbitově ve Škramníku).